# Bożedariwka (osiedle typu miejskiego)
Bożedariwka (ukr. Божедарівка, do 2016 Szczorśk, ukr. Щорськ) – osiedle typu miejskiego na Ukrainie, w obwodzie dniepropetrowskim, w rejonie kamjańskim, siedziba hromady. W 2022 liczyło 2651 mieszkańców.